# B-Legit
B-Legit, también conocido como The Savage es un rapero de la bahía de San Francisco. A principios de su carrera formaba parte de The Click, grupo formado por su primo, el también rapero E-40.

## Álbumes
- "Tryin' to Get a Buck" (1993)
- "Hemp Museum" (1996)
- "Hempin' Ain't Easy" (2000)
- "Hard 2 B-Legit" (2002)
- "Block Movement" (2005)